# Web Science Trust
Der Web Science Trust ist eine Wohltätigkeitsstiftung in Großbritannien, die Forschung im Bereich der Web Science unterstützt. Sie wurde 2006 in Zusammenarbeit zwischen dem MIT und der University of Southampton gegründet, um die Forschung an sozialen und technischen Aspekten des World Wide Web miteinander zu verbinden und zu formalisieren. Die Stiftung koordiniert eine Reihe von internationalen WSTnet Laboren, die viele der führenden Forschungsgruppen im entstehenden Feld der Web Science umfasst.
Bei der Gründung am 2. November 2006 hieß die Stiftung "Web Science Research Initiative" (WSRI), 2009 erhielt sie ihre jetzige Bezeichnung.
Die jährlich stattfindende Web Science-Konferenz vereint Vertreter aus verschiedenen Wissenschaften, darunter jene, die sowohl die sozialen als auch die informatischen Aspekte des WWW erforschen.
Einige der ursprünglichen Forschungsinteressen sind:
- Soziale Netzwerke
- Kollaboration
- Online-Communities
- zwischenmenschliche Interaktionen als Grundlage sozialer Medien
- Web-Observatorien
- Entwicklung von „Zuversichtlichkeit“ zur Verbesserung von Privatsphäre und Vertrauen im Web